# Список глав государств в 1381 году
Список глав государств в 1380 году — 1381 год — Список глав государств в 1382 году — Список глав государств по годам

## Азия
- Ак-Коюнлу — Ахмад-бек, бей (1378/1379 — 1403)
- Анатолийские бейлики —
  - Айдыногуллары — Иса I, бей (1360 — 1390)
  - Артукиды — Иса аз-Захир, эмир Мардина (1376 — 1406)
  - Гермиян — Сулайман-шах, бей (1360 — 1388)
  - Зулькадар — Халил Чарс ад-дин, бей (1353 — 1386)
  - Исфендиярогуллары — Джелал ад-дин Баязид, бей (1361 — 1383)
  - Караманиды — Алаэддин Али I, бейлербей (1361 — 1398)
  - Ментеше — Ахмад Гази Тадж ад-дин, бей (1375 — 1391)
  - Рамазаногуллары (Рамаданиды) — Ибрагим-бек, бей (1378 — 1383)
  - Саруханогуллары — 
    - Музаферуддин Исхак, бей (1362 — 1388)
    - Хызыр-шах, бей (1362 — 1390)

  - Хамидиды — Хусайн Камал ад-дин, бей (1375 — 1391)
  - Эретна — Бархан ад-Дин, султан (1366 — 1398)
- Грузинское царство — Баграт V Великий, царь (1360 — 1393)
  - Самцхе-Саатабаго — Шалва, атабег (1372 — 1389)
- Бруней — Мухаммад Шах, султан (1368 — 1402)
- Дайвьет — Чан Фе Де, император[англ.] (1377 — 1388)
- Индия —
  - Амбер (Джайпур) — Удаякарна, раджа[кат.] (1366 — 1388)
  - Ахом — Тиао Хамти, махараджа[англ.] (1380 — 1389)
  - Бахманийский султанат — Мухаммад-шах II, султан (1378 — 1397)
  - Бенгальский султанат — Сикандар Шах I, султан (1358 — 1390)
  - Бхавнагар — Виджоджи Дангаржи, раджа (1370 — 1395)
  - Венад[англ.] — Рама Мартанда Варма, махараджа[англ.] (1366 — 1382)
  - Виджаянагарская империя — Харихара Райя II, махараджадхираджа (1377 — 1404)
  - Восточные Ганги[англ.] — Нарасимха Дева IV, царь[англ.] (1379 — 1424)
  - Делийский султанат — Фируз-шах, султан (1351 — 1388)
  - Дунгарпур — Каран Сингх I, раджа (1363 — 1384)
  - Камата — Сасанка (Аримата), махараджа (1365 — 1385)
  - Качари — Бичарпатипха (Пракаш), царь (ок. 1336 — ок. 1386)
  - Кашмир — Катаб-уд-Дин, султан (1373 — 1389)
  - Манипур — Табунгба, раджа[англ.] (1359 — 1394)
  - Марвар (Джодхпур) — Бирам Дем, раджа (1374 — 1383)
  - Мевар — Хета, махарана (1364 — 1382)
  - Редди[англ.] — Анавема, раджа[кат.] (1364 — 1386)
  - Синд — Салах-уд-Дин, джем (султан)[англ.] (1379 — 1389)
  - Сирохи — Рамрал, раджа (1374 — 1392)
- Индонезия —
  - Маджапахит — Хаям Вурук, раджасанагра (1350 — 1389)
  - Пасай — Зайнал Абидин I, султан (1349 — 1406)
  - Сунда — Нискала Васту Канкана, махараджа (1371 — 1475)
  - Тернате — Комала Пулу (Бесси Мухаммад Хасан), султан (1377 — 1432)
- Ирак —
  -  Джалаириды — Хусейн I, султан (1374 — 1382)
- Иран —
  -  Мараши[англ.] — 
    - Камаль аль-Дин, эмир[англ.] (1362 — 1393)
    - Рида аль-Дин, эмир[англ.] (1362 — 1393)

  -  Музаффариды — Шах-Шуджа, эмир (1358 — 1364, 1366 — 1384)
  -  Сербедары — 
    - Хвайя Али-и Муаяд ибн Масуд, эмир (1364 — 1376, 1379 — 1381)
    - в 1381 году государство Сербедаров завоевано Тамерланом

  -  Хазараспиды — Малик Пир Ахмад, атабек (1378 — 1408)
- Йемен —
  -  Расулиды — Малик Пир Ахмад, эмир (1377 — 1400)
- Кара-Коюнлу — Абу Наср Кара Мухаммад-бек, бей (1378 — 1388)
- Картиды — Гийас уд-Дин Пир-Али, султан (1370 — 1389)
- Кедах — Сулейман Шах I, султан[англ.] (1373 — 1422)
- Кипрское королевство — Пётр II, король (1369 — 1382)
- Китай (Империя Мин)  — Чжу Юаньчжан, император (1368 — 1398)
- Кхмерская империя (Камбуджадеша) — Томма Саок, царь[англ.] (1373 — 1393)
- Корея (Корё)  — У, ван (1374 — 1388)
- Лансанг  — Самсенетай, король (1373 — 1416)
- Лемро — Со Ме, царь[англ.] (1380 — 1385)
- Мальдивы — Мохамед I, султан (1380 — 1385)
- Михрабаниды[англ.] — Катб аль-Дин, малик[англ.] (1380 — 1383)
- Монгольская империя — 
  - Золотая Орда (Улус Джучи) — Тохтамыш, хан (1380 — 1395)
  - Северная Юань — Усхал-хан (Тогус-Тэмур), великий хан (1378 — 1388)
- Мьянма — 
  - Ава — Сва Со Ке, царь[англ.] (1367 — 1400)
  - Хантавади — Бенья У, царь[англ.] (1348 — 1384)
- Османская империя — Мурад I, султан (1359 — 1389)
- Рюкю — 
  - Нандзан — Офусато, ван (1314 — 1398)
  - Тюдзан — Сатто, ван (1355 — 1397)
  - Хокудзан — Хандзи, ван (1314 — 1395)
- Сингапура[англ.] — Махараджа, раджа[англ.] (1375 — 1389)
- Таиланд — 
  - Аютия — Бороморача I, король (1370 — 1388)
  - Ланнатай — Куе На, король[англ.] (1355 — 1385)
  - Сукхотаи (Сиам) — Леутхай (Таммарача II), король (1368 — 1399)
- Тибет — 
  - Дракпа Чжанчуб, типон[англ.] (1373 — 1381)
  - Сонам Дракпа, типон[англ.] (1381 — 1385)
- Трапезундская империя — Алексей III, император (1349 — 1390)
- Туран (Государство Тимуридов) —  Тамерлан, великий эмир (1370 — 1405)
  - Мавераннахр — Суюргатмыш, хан (1370 — 1384)
  - Могулистан — Камар ад-Дин, хан (1368 — 1389)
- Тямпа — Те Бонг Нга (По Бинасуор), царь (1360 — 1390)
- Ширван — Хушенг ибн Кавус, ширваншах (1372 — 1382)
- Шри-Ланка — 
  - Гампола[англ.] — Бхуванаикабаху V, царь (1372/1374 — 1391/1392)
  - Джафна — Сеавеера Синкайярийян, царь[фр.] (1380 — 1410)
- Япония — 
  - Ютанари (император Тёкэй), император (1368 — 1383)
  - Северный Двор — Охито (император Го-Энъю), император (1371 — 1382)
  - Сёгунат Муромати — Асикага Ёсимицу, сёгун (1368 — 1394)

## Америка
- Аскапоцалько — Тесосомок, тлатоани (1343 — 1426)
- Куско — Яуар Уакак, сапа инка (1380 — 1410)
- Теночтитлан — Акамапичтли, Теночтитлан (1376 — 1395)
- Тескоко — Течотлалацин, тлатоани (1357 — 1409)

## Африка
- Абдальвадиды (Зайяниды) — Абу Хамму II, султан (1359 — 1360, 1360 — 1370, 1372 — 1383, 1384 — 1387, 1387 — 1389)
- Бенинское царство — Эгбека, оба[англ.] (1366 — 1397)
- Борну — Саид, маи[нем.] (1381 — 1382)
- Варсангали[англ.] — Сиисе I, султан[англ.] (1375 — 1392)
- Вогодого — Куда, нааба (ок. 1380 — ок. 1400)
- Джолоф — Сар Н'Дайе, буур-ба[англ.] (ок. 1370 — ок. 1390)
- Египет (Мамлюкский султанат) — Али II аль-Мансур, султан (1376 — 1382)
- Йифат — Саад аль-Дин II, султан (ок. 1373 — ок. 1415)
- Канем — Дауд I ибн Ибрахим, маи (1376 — 1387)
- Кано[англ.] — Яджи I, султан[англ.] (1349 — 1385)
- Килва — Сулейман ибн Сулейман, султан (1366 — 1389)
- Мали — Муса II, манса (1374 — 1387)
- Мариниды — Абу аль-Аббас Ахмад, султан (1374 — 1384, 1387 — 1393)
- Нри[англ.] — Джиофо I, эзе[англ.] (1300 — 1390)
- Свазиленд — Нкоси I, вождь (ок. 1355 — ок. 1400)
- Хафсиды — Абу аль-Аббас Ахмад II, халиф (1371 — 1394)
- Эфиопия — Ныгуайе-Марьям, император (1372 — 1382)

## Европа
- Албания
  - Албания — Карл Топия, князь (1368 — 1382, 1385 — 1388)
  - Артский деспотат — Гин Буа Шпата, деспот (1374 — 1399)
  - Валонский деспотат — Балша II, деспот (1372 — 1385)
  - Музаки — Теодор I Музаки, князь (1372 — 1389)
- Англия — Ричард II, король (1377 — 1399)
- Афинское герцогство — 
  - Мария Сицилийская, герцогиня (1377 — 1381)
  - Педро IV Арагонский, герцог (1381 — 1387)
- Ахейское княжество — 
  - Джованна Неаполитанская, княгиня (1373 — 1381)
  - Жак де Бо, князь (1381 — 1383)
- Болгарское царство — Иван Шишман, царь (1371 — 1395)
- Боснийское королевство — Твртко I, король (1377 — 1391)
- Валахия — Раду I, господарь (1377 — 1383)
- Венгрия — Лайош (Людовик) I Великий, король (1342 — 1382)
- Видинское царство — Иван Срацимир, царь (1371 — 1396)
- Византийская империя — Иоанн V Палеолог, император (1341 — 1376, 1379 — 1390, 1390 — 1391)
- Дания — Олаф III Хаконссон, король (1376 — 1387)
- Ирландия —
  - Десмонд — Домналл Ог Маккарти, король (1359 — 1390)
  - Коннахт — Руаидри мак Тойрделбах О Конхобар, король (1368 — 1384)
  - Тир Эогайн — Ниалл Мор мак Реамайр, король (1364 — 1397)
  - Томонд — Бриан Стремах O’Брайен, король (1369 — 1400)
- Испания —
  - Ампурьяс — Хуан I, граф (1364 — 1386, 1387 — 1398)
  - Арагон — Педро IV Церемонный, король (1336 — 1387)
  - Гранадский эмират — Мухаммад V аль-Гани, эмир (1354 — 1359, 1362 — 1391)
  - Кастилия и Леон — Хуан I, король (1379 — 1390)
  - Наварра — Карл II Злой, король (1349 — 1387)
  - Пальярс Верхний — Уго Роже II, граф (1369 — 1416)
  - Прованс — Джованна (Иоанна) I, графиня (1343 — 1382)
  - Урхель — Педро II, граф (1347 — 1408)
- Италия —
  - Венецианская республика — Андреа Контарини, дож  (1368 — 1382)
  - Генуэзская республика — Николо Гуарко, дож (1378 — 1383)
  - Мантуя — Лудовико II Гонзага, народный капитан и сеньор (1369 — 1382)
  - Милан — 
    - Джан Галеаццо Висконти, синьор (1378 — 1395)
    - Бернабо Висконти, синьор (1354 — 1385)

  - Монферрат — 
    - Джованни III, маркграф (1378 — 1381)
    - Теодоро II, маркграф (1381 — 1418)

  - Салуццо — Фредерико II, маркграф (1357 — 1396)
  - Неаполитанское королевство — Джованна I, королева (1343 — 1382)
  - Сицилийское королевство — Мария, королева (1377 — 1401)
  - Феррара и Модена — Никколо II д’Эсте, маркиз (1361 — 1388)
- Литовское княжество — 
  - Ягайло, великий князь (1377 — 1381, 1382 — 1392)
  - Кейстут, великий князь (1381 — 1382)
  -  Киевское княжество — Владимир Ольгердович, князь (ок. 1362 — 1395)
- Молдавское княжество — Пётр I Мушат, господарь (1375 — 1391)
- Мэн — Уильям II Монтегю, король (1344 — 1393)
- Наксосское герцогство — Никколо III далле Карчери, герцог (1371 — 1383)
- Норвегия — Олаф IV Хаконссон, король (1380 — 1387)
- Островов королевство — Джон I Макдональд, король Островов и Кинтайра (1318 — 1386)
- Папская область — 
  - Урбан VI, папа римский (1378 — 1389)
  - Климент VII, антипапа (1378 — 1394)
- Польша — Людовик I Великий, король (1370 — 1382)
  - Иновроцлавское княжество — Владислав Опольчик, князь (1378 — 1392)
  - Мазовецкое княжество — Земовит III, князь[англ.] (1373/1374 — 1381)
    - Варшавское княжество — Януш Мазовецкий, князь[англ.] (1373/1374 — 1429)
    - Равское княжество — Земовит IV Плоцкий, князь[пол.] (1373/1374 — 1426)
- Португалия — Фернанду I, король (1367 — 1383)
- Русские княжества — 
  -  Владимиро-Суздальское княжество — Дмитрий Иванович Донской, великий князь Владимирский (1363 — 1389)
    -  Белозерское княжество — Юрий Васильевич, князь (1380 — ок. 1389)
    -  Московское княжество — Дмитрий Иванович Донской, князь (1359 — 1389)
    -  Нижегородско-Суздальское великое княжество — Дмитрий Константинович, князь (1365 — 1383)
      -  Городецкое княжество — Борис Константинович, князь (1355 — 1387)
      -  Суздальское княжество — Дмитрий Константинович, князь (1355 — 1383)

    -  Ростовское княжество — 
      - Александр Константинович, князь Ростово-Борисоглебский (1365 — 1404)
      - Андрей Федорович, князь Ростово-Усретинский (1331 — 1360, 1364 — 1409)

    -  Стародубское княжество — Фёдор Андреевич, князь (ок. 1380 — ок. 1425)
    -  Тверское княжество — Михаил Александрович, князь (1368 — 1382)
      -  Кашинское княжество — Василий Михайлович II, князь (1373 — 1382)
      -  Холмское княжество — Иван Всеволодович, князь (1364 — 1402)

    -  Ярославское княжество — Иван Васильевич Большой, князь (ок. 1380 — ок. 1426)

  -  Брянское (Черниговское) княжество — Роман Михайлович Молодой, князь (ок. 1356 — ок. 1370, ок. 1375 — ок. 1401)
  -  Галицко-Волынское княжество — 
    -  Волынское княжество — Любарт Гедиминович, князь (1349 — 1366, 1370 — 1383)
    -  Луцкое княжество — Любарт Гедиминович, князь (1323 — 1383)

  -  Новгородское княжество — Дмитрий Иванович Донской, князь (1363 — 1389)
  -  Псковское княжество — Андрей Ольгердович, князь (1341 — 1348, 1377 — 1386, 1394 — 1399)
  -  Рязанское княжество — Олег Иванович, князь (1350 — 1371, 1372 — 1402)
  -  Смоленское княжество — Святослав Иванович, князь (1359 — 1386)
- Священная Римская империя — Венцель, король Германии (1378 — 1400)
  - Австрия — 
    - Верхняя Австрия — Леопольд III, герцог (1379 — 1386)
    - Нижняя Австрия — Альбрехт III, герцог (1379 — 1395)

  - Ангальт — 
    - Ангальт-Бернбург — Отто III, князь (1374 — 1404)
    - Ангальт-Цербст — Иоганн II, князькнязь (1362 — 1382)

  - Бавария — 
    - Бавария-Ландсхут — 
      - Иоганн II, герцог (1375 — 1392)
      - Стефан III, герцог (1375 — 1392)
      - Фридрих, герцог (1375 — 1393)

    - Бавария-Штраубинг — 
      - Вильгельм I, герцог (1353 — 1388)
      - Альбрехт, герцог (1353 — 1404)

  - Баден — 
    - Бернхард I, маркграф (1372 — 1431)
    - Рудольф VII, маркграф (1372 — 1391)
    - Баден-Хахберг — Отто I, маркграф (1369 — 1386)

  - Бар — Роберт I, герцог (1354 — 1411)
  - Берг — Вильгельм I, герцог (1380 — 1408)
  - Брабант и Лимбург — Жанна, герцогиня (1355 — 1406)
  - Бранденбург — Сигизмунд, курфюрст (1378 — 1388, 1411 — 1415)
  - Брауншвейг — 
    - Брауншвейг-Вольфенбюттель — Фридрих I, герцог (1373 — 1400)
    - Брауншвейг-Гёттинген[англ.] — Отто I, герцог[нем.] (1367 — 1394)
    - Брауншвейг-Грубенхаген — Альберт I, герцог (1361 — ок. 1383)
    - Брауншвейг-Люнебург — 
      - Венцель Саксонский, герцог (1373 — 1388)
      - Альбрехт Саксен-Виттенбергский, герцог (1373 — 1385)

  - Вальдек — Генрих VI, граф (1369 — 1397)
  - Вюртемберг — Эберхард II Сварливый, граф (1344 — 1392)
  - Гелдерн — Вильгельм I, герцог (1379 — 1402)
  - Гессен — Герман II, ландграф (1376 — 1413)
  - Голландия — Виллем V (Вильгельм I Баварский), граф (1354 — 1388)
  - Гольштейн — 
    - Гольштейн-Киль[англ.] — Адольф VII, граф (1359 — 1390)
    - Гольштейн-Пиннеберг — Оттон I, граф (1370 — 1404)
    - Гольштейн-Плён[англ.] — Адольф VII, граф (1359 — 1390)
    - Гольштейн-Рендсбург[англ.] — 
      - Генрих II, граф (1340 — 1384)
      - Николас, граф (1340 — 1397)

  - Кёльнское курфюршество — Фридрих фон Саарверден, курфюрст (1370 — 1414)
  - Клеве — Адольф I, граф (1368 — 1394)
  - Лотарингия — Жан I, герцог (1346 — 1390)
  - Люксембург — Венцель I, герцог (1353 — 1383)
  - Майнцское курфюршество — 
    - Людвиг фон Мейсен, курфюрст (1374 — 1381)
    - Адольф I фон Нассау, курфюрст (1381 — 1390)

  - Марк — Энгельберт III, граф (1347 — 1391)
  - Мейсенская марка — 
    - Фридрих III Строгий, маркграф (1349 — 1381)
    - Балтазар, маркграф (1349 — 1382)

  - Мекленбург — Генрих III, герцог (1379 — 1383)
    - Верле-Варен — Бернхард II, князь (1347 — 1382)
    - Верле-Гюстров — Лоренц, князь (ок. 1360 — 1393)

  - Монбельяр — Этьен де Монфуко, граф (1367 — 1397)
  - Намюр — Гильом I, маркграф (1337 — 1391)
  - Нассау — 
    - Нассау-Байлштайн[нем.] — Генрих I, граф (1343 — 1388)
    - Нассау-Вейльбург — Филипп I, граф (1371 — 1429)
    - Нассау-Висбаден[нем.] — Герлах II, граф (1370 — 1386)
    - Нассау-Идштейн[нем.] — Вальрам IV, граф (1370 — 1386)
    -  Нассау-Дилленбург[англ.] — Иоганн I, граф (1351 — 1416)
    - Нассау-Зонненберг — Руперт, граф[нем.] (1355 — 1390)
    - Нассау-Саарбрюккен — Филипп I, граф (1381 — 1429)
    -  Нассау-Хадамар[нем.] — Эмих III, граф (1365 — 1394)

  - Ольденбург — 
    - Конрад II, граф (1347 — 1401)
    - Кристиан V, граф (1368 — 1398)

  - Померания — 
    - Померания-Барт — Вартислав VI, герцог (1376 — 1394)
    - Померания-Вольгаст — Богуслав VI, герцог (1365 — 1393)
    - Померания-Слупск — Вартислав VII, герцог (1377 — 1394/1395)
    - Померания-Щецинец — Вартислав V, герцог (1368 — 1390)
    - Померания-Щецин — 
      - Святобор I, герцог (1372 — 1413)
      - Богуслав VII, герцог (1372 — 1404/1405)

  - Рейнский Пфальц — Рупрехт I, курфюрст (1356 — 1390)
  - Саарбрюккен — 
    - Иоганн II, граф (1342 — 1381)
    - Иоганна, графиня (1381)
    - с 1381 года - Нассау-Саарбрюккен

  - Савойя — Амадей VI Зелёный, граф (1343 — 1383)
  - Саксония — 
    - Саксен-Виттенберг — Венцель, курфюрст (1370 — 1388)
    - Саксен-Бергедорф-Мёльн — Эрих III, герцог (1370 — 1401)
    - Саксен-Ратцебург-Лауэнбург — Эрих IV, герцог (1368 — 1412)

  - Трирское курфюршество — Куно II фон Фалькенштейн, курфюрст (1362 — 1388)
  - Тюрингия — 
    - Фридрих III Строгий, ландграф (1349 — 1381)
    - Балтазар, ландграф (1349 — 1406)
    - Вильгельм I Одноглазый, ландграф (1349 — 1382)

  - Хахберг-Заузенберг — Рудольф III, маркграф (1352 — 1428)
  - Чехия — Вацлав IV, король (1378 — 1419)
    - Моравская марка — 
      - Йост, макграф (1375 — 1411)
      - Прокоп, маркграф (1375 — 1405)

    - Силезские княжества —
      - Бжегское княжество — Людвик Бжегский, князь (1358 — 1398)
      - Бытомское княжество — 
        - Пшемыслав I Носак, князь (1358 — 1405)
        - Конрад II Серый, князь (1366 — 1403)

      - Глогувское княжество — Генрих VII Средний, князь (1369 — 1395)
      - Глубичское княжество — Микулаш III Опавский, князь (1377 — 1394)
      - Зембицкое княжество — Болеслав III Зембицкий, князь (1358 — 1410)
      - Легницкое княжество — 
        - Рупрехт I Легницкий, князь (1364 — 1409)
        - Вацлав II Легницкий, князь (1364 — 1419)
        - Болеслав IV Легницкий, князь (1364 — 1394)
        - Генрих VIII Легницкий, князь (1364 — 1398)

      - Немодлинское княжество — Генрих Немодлинский, князь (1362/1365) — 1382)
      - Олесницкое княжество — Конрад II Серый, князь (1366 — 1403)
      - Опавское княжество — 
        - Пржемысл I Опавский, князь (1377 — 1433)
        - Вацлав I Опавский, князь (1377 — 1381)

      - Опольское княжество — Владислав Опольчик, князь (1356 — 1401)
      - Освенцимское княжество — Ян III Освенцимский, князь (1376 — 1405)
      - Ратиборско-крновское княжество — 
        - Ян I Ратиборский, князь (1377 — 1380/1382)
        - Ян II Железный, князь (1380/1382 — 1424)
        - Микулаш IV Брунтальский, князь (1380/1382 — 1385)

      - Саганское (Жаганьское) княжество — Генрих VI Старший, князь (1369 — 1393)
      - Свидницкое княжество — Агнес Австрийская, княгиня (1368 — 1392)
      - Стрелецкое княжество — Болко III Стрелецкий, князь[пол.](1375 — 1382)
      - Сцинавское княжество — 
        - Генрих VI Старший, князь[пол.] (1369 — 1393)
        - Генрих VII Средний, князь[пол.] (1369 — 1395)

      - Тешинское (Цешинское) княжество — Пшемыслав I Носак, князь (1358 — 1410)
      - Яворское княжество — Агнес Австрийская, княгиня (1368 — 1392)

  - Шлезвиг — 
    - Генрих II Голштинский, герцог[англ.] (1375 — 1384)
    - Николас, герцог[англ.] (1375 — 1386)

  - Эно (Геннегау) — Гильом V (Вильгельм I Баварский), граф (1356 — 1388)
  - Юлих — Вильгельм II, герцог (1361 — 1393)
- Сербия — 
  - Вельбуждское княжество — Константин Драгаш, деспот (1378 — 1395)
  - Вукова земля — Вук Бранкович, князь (1371 — 1396)
  - Зета —  Балша II Балшич, господарь (1378 — 1385)
  - Моравская Сербия — Лазарь Хребелянович, князь (1371 — 1389)
  - Прилепское королевство — Марко Мрнявчевич, король (1371 — 1395)
- Тевтонский орден — Винрих фон Книпроде, великий магистр (1351 — 1382)
  - Ливонский орден — Вильгельм фон Фримерсхайм, ландмейстер (1364 — 1385)
- Франция — Карл VI Безумный, король (1380 — 1422)
  - Арманьяк — Жан II Горбатый, граф (1373 — 1384)
  - Блуа — 
    - Жан II де Шатильон, граф (1372 — 1381)
    - Ги II де Шатильон, граф (1381 — 1397)

  - Бретань — Жан V де Монфор, герцог (1345 — 1399)
  - Бургундия (герцогство) — Филипп II Смелый, герцог (1363 — 1404)
  - Бургундия (графство) и Артуа — Маргарита I, графиня (1361 — 1382)
  - Невер — Людовик III, граф (1346 — 1384)
  - Овернь и Булонь — Жан I Оверньский, граф (1361 — 1386)
  - Фландрия — Людовик II Неверский, граф (1346 — 1384)
  - Фуа — Гастон III, граф (1343 — 1391)
- Швеция — Альбрехт Мекленбургский, король (1364 — 1389)
- Шотландия — Роберт II, король (1371 — 1390)
- Эпирское царство — Фома Прелюбович, деспот Янины (1366 — 1384)

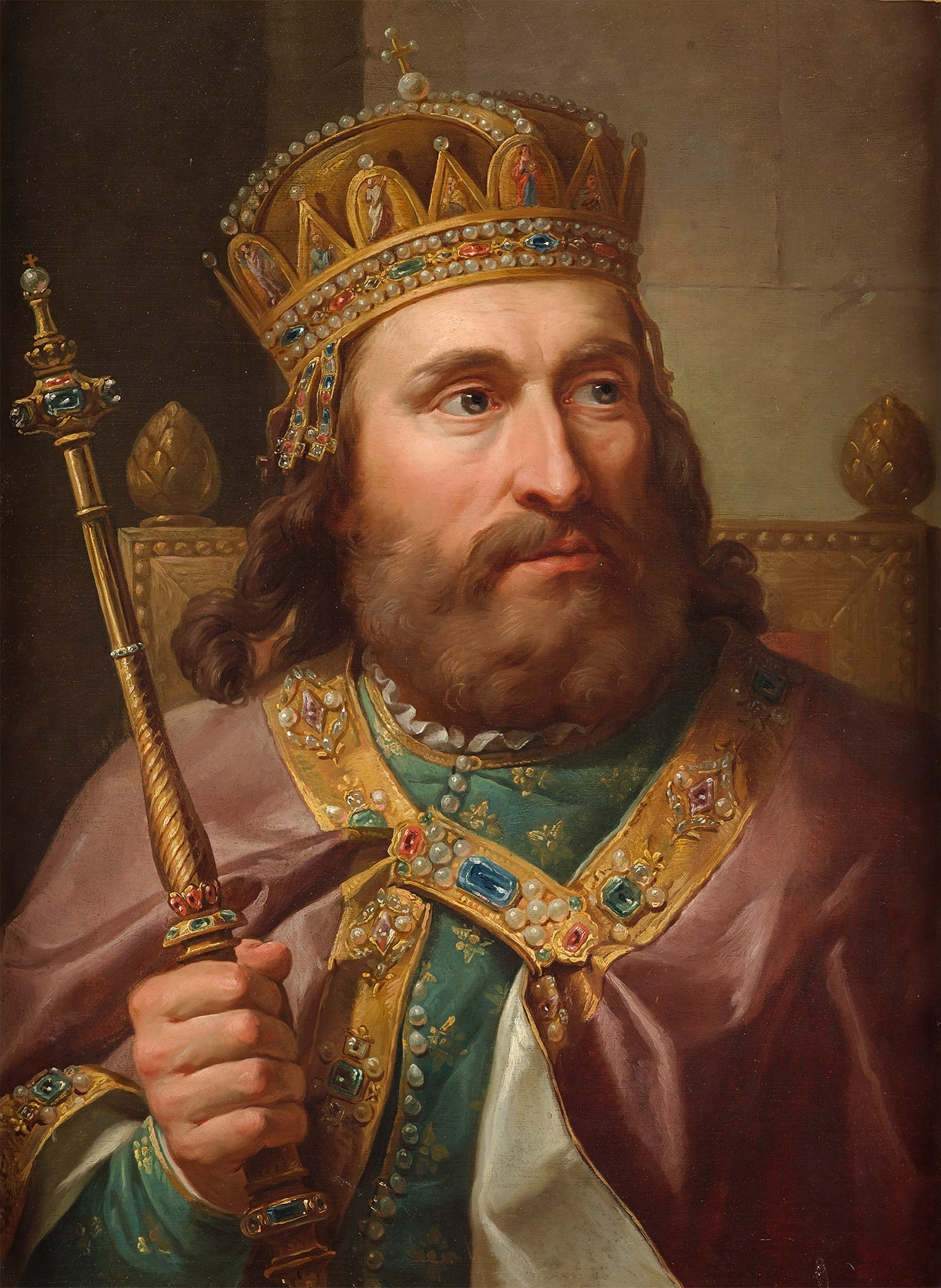
Лайош (Людовик) I Великий 1371-1382 Король Венгрии и Польши
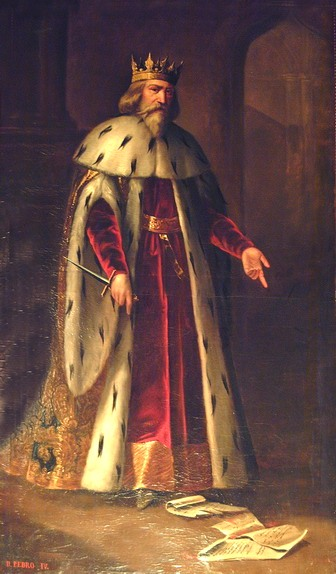
Педро IV 1336-1387 Король Арагона
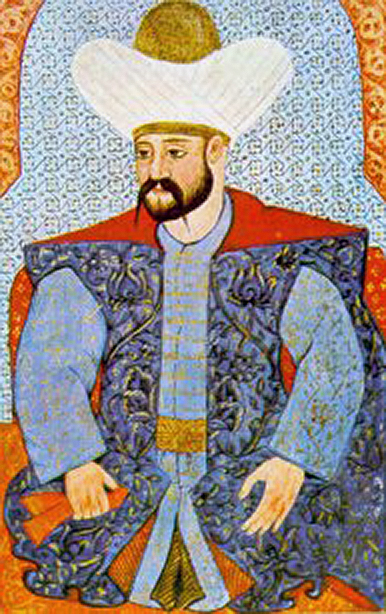
Мурад I 1359-1389 Османский султан
Чжу Юаньчжан 1368-1398 Император Мин
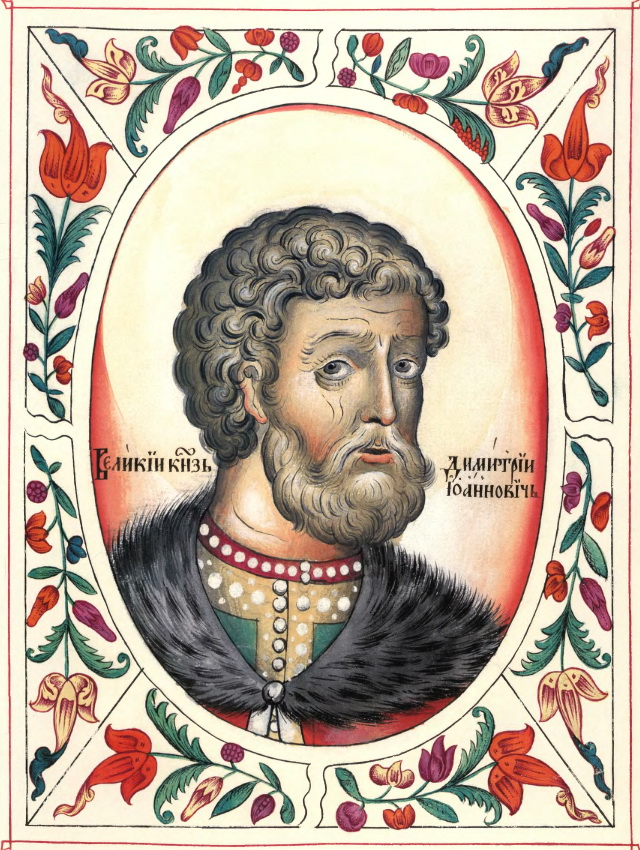
Дмитрий Иванович Донской 1363-1389 Великий князь Владимирский
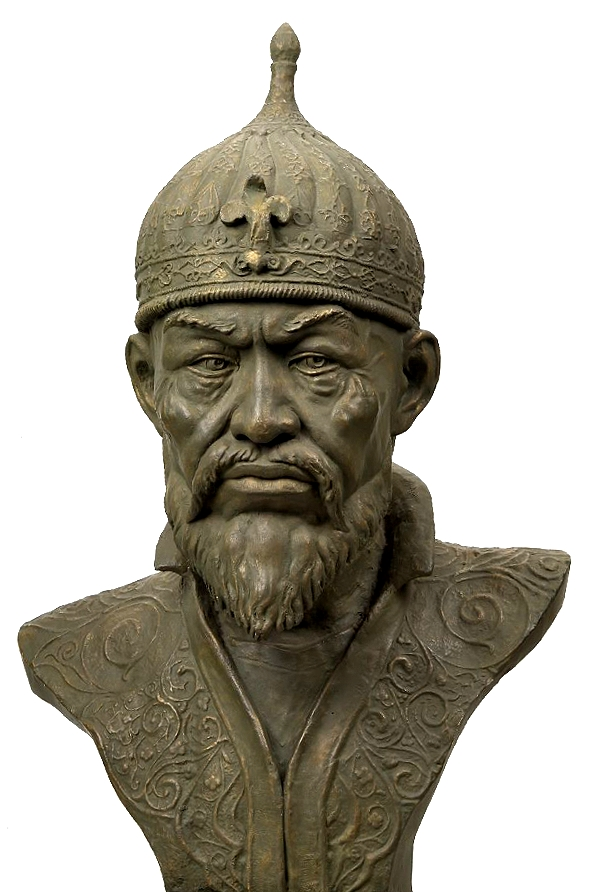
Тамерлан (Тимур) 1370-1405 Великий эмир Тимуридов
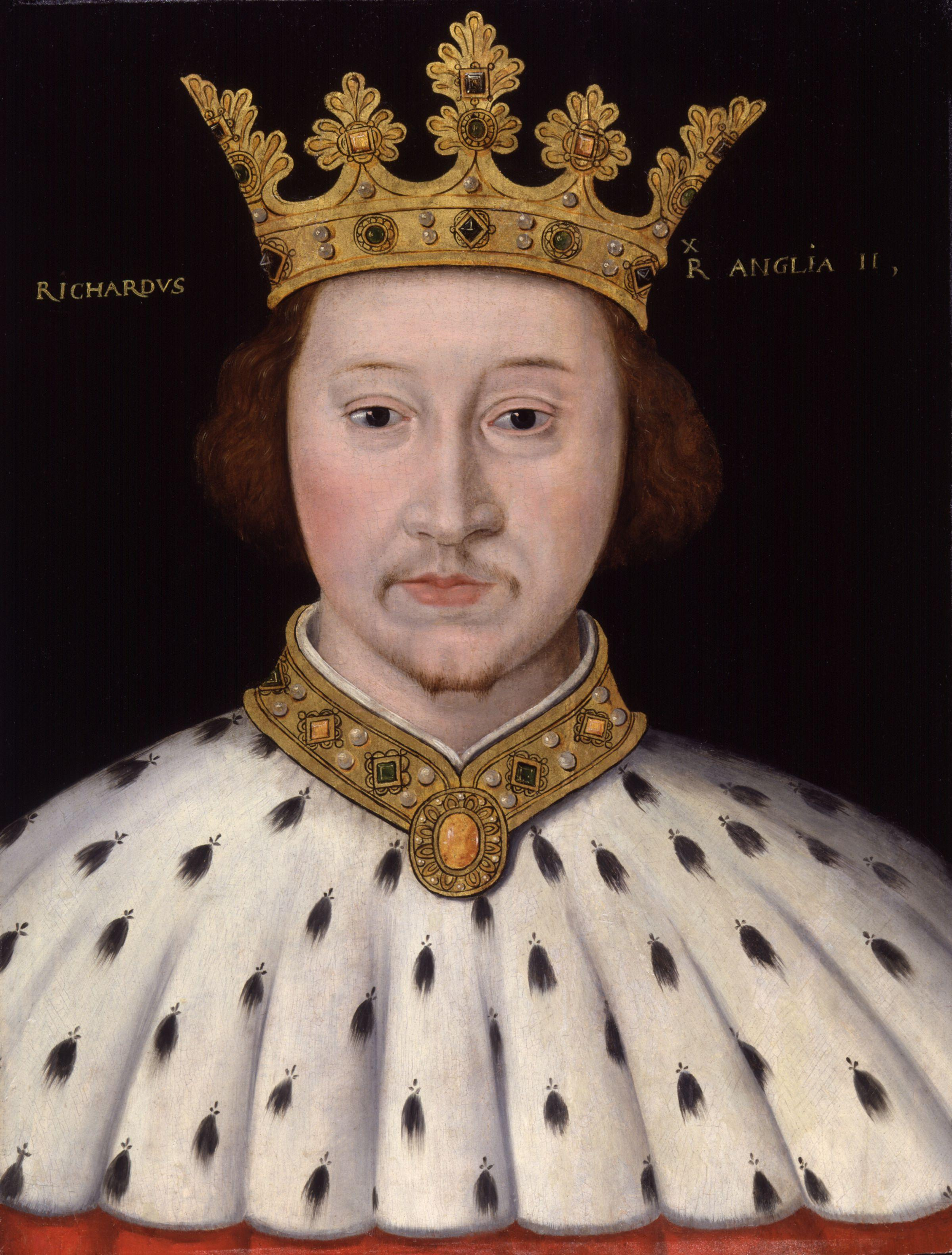
Ричард II 1377-1399 Король Англии
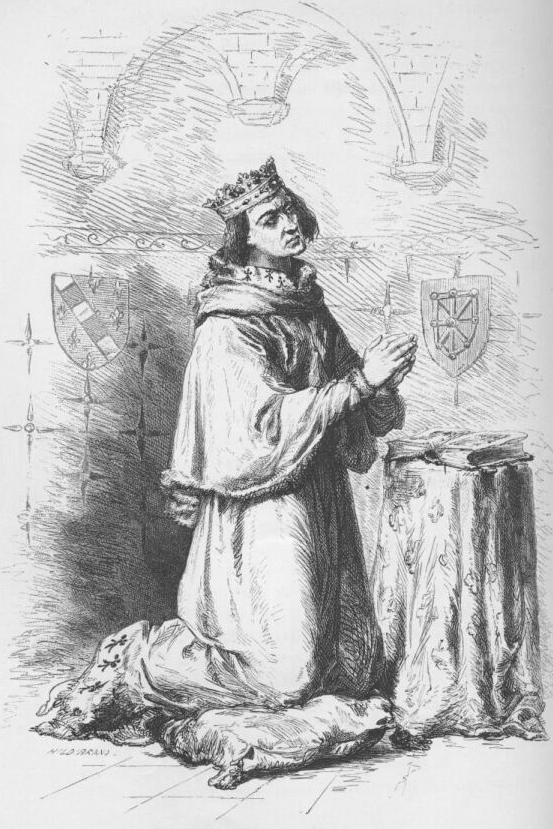
Карл II Злой 1349-1387 Король Наварры
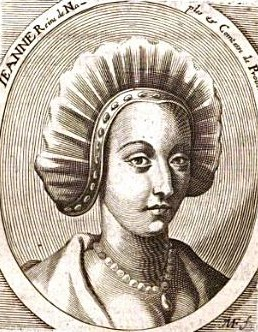
Джованна I 1343-1382 Королева Неаполя
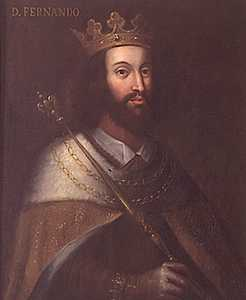
Фернанду I 1367-1383 Король Португалии
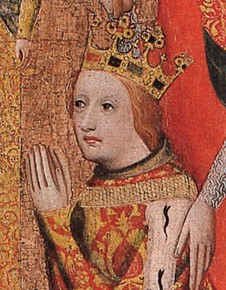
Венцель 1378-1400 Король Германии, король Чехии
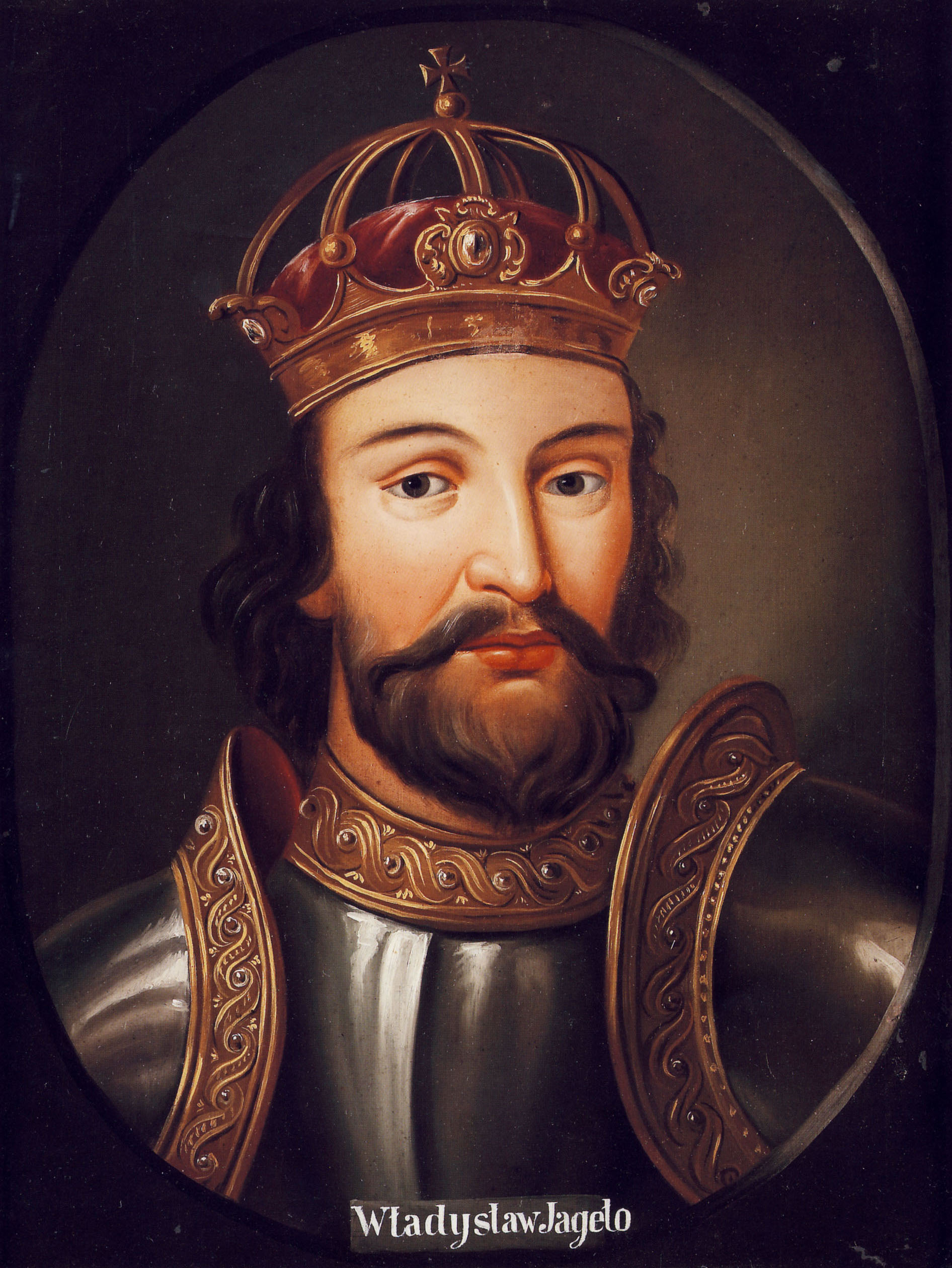
Ягайло 1377-1381,1382-1392 Великий князь Литовский
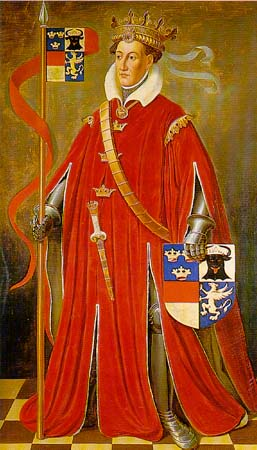
Альберт Мекленбургский 1364-1389 Король Швеции
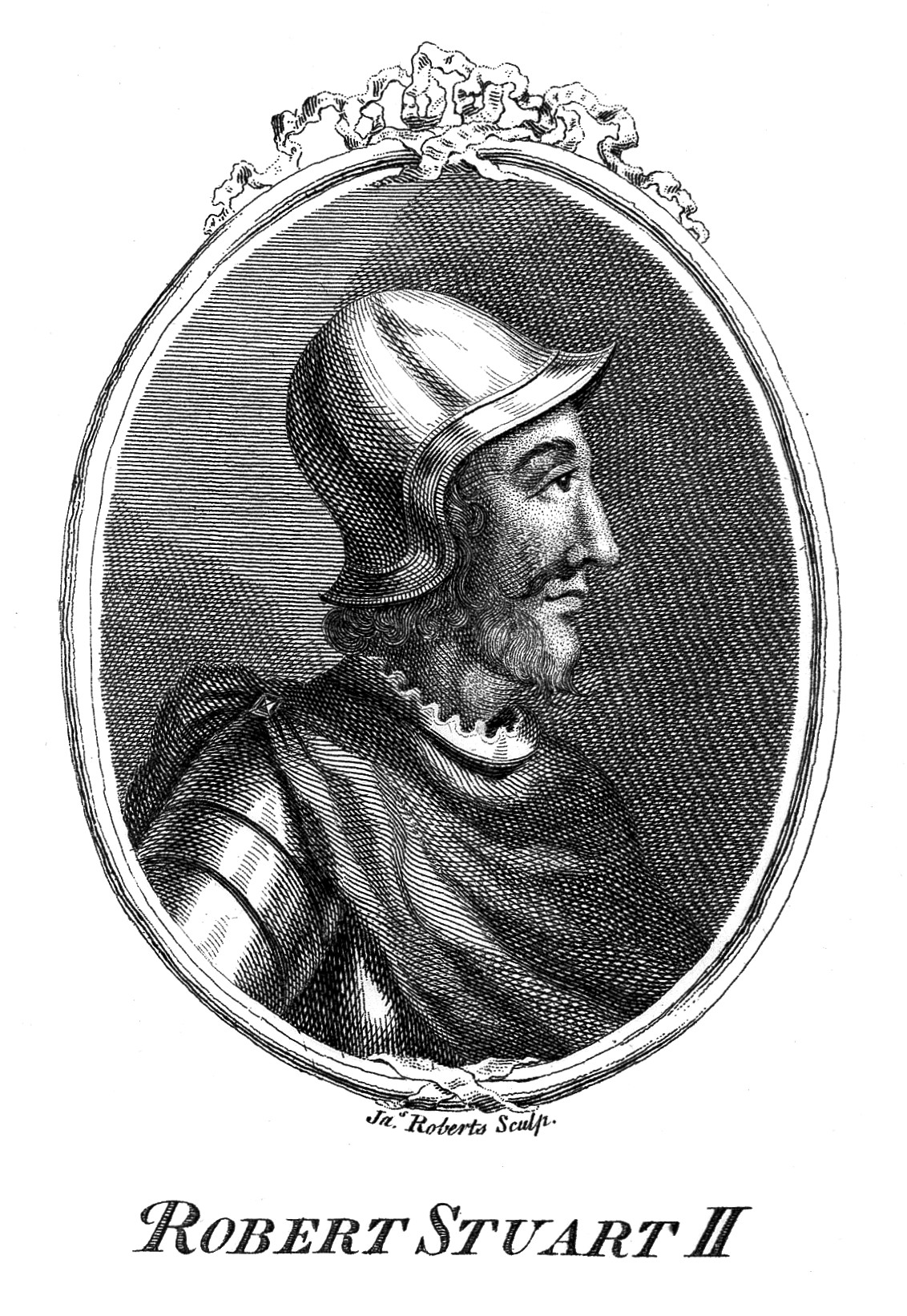
Роберт II 1371-1390 Король Шотландии
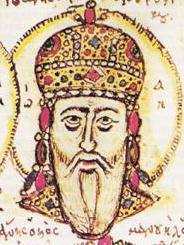
Иоанн V 1341-1376,1379-1391 Император Византии
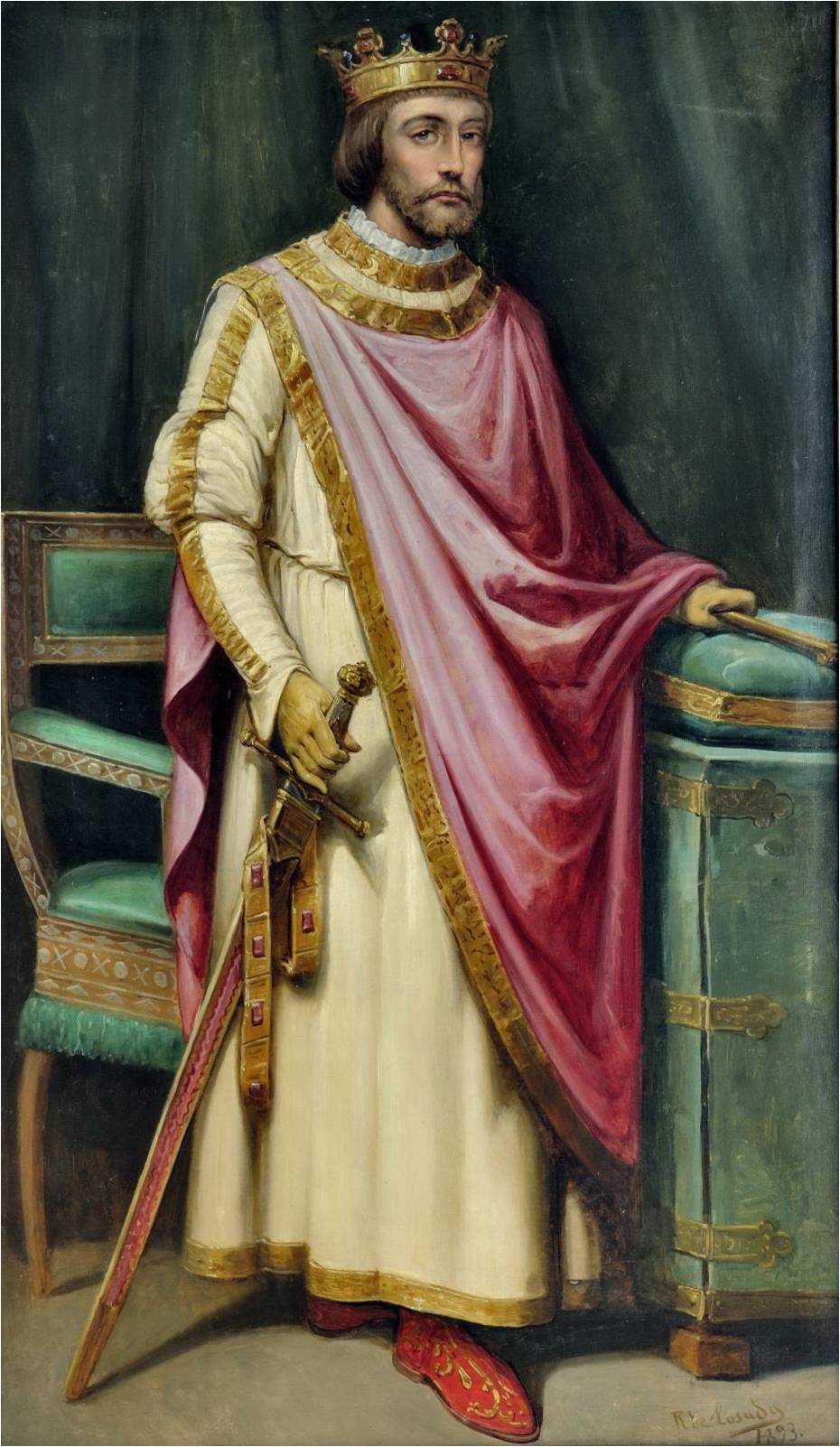
Хуан I 1379-1390 Король Кастилии и Леона
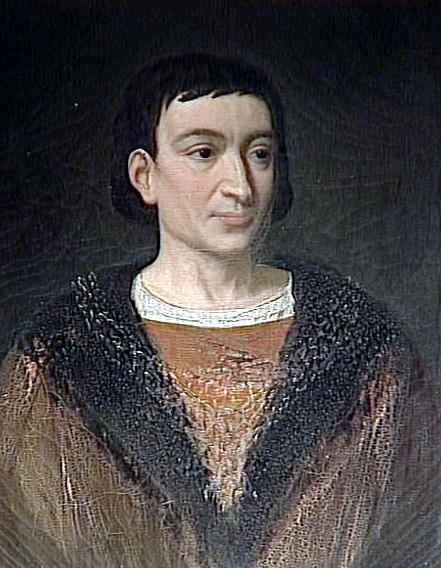
Карл VI Безумный 1380-1422 Король Франции
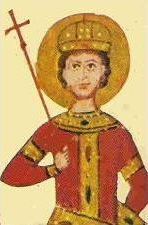
Иван Шишман 1371-1395 Царь Болгарии
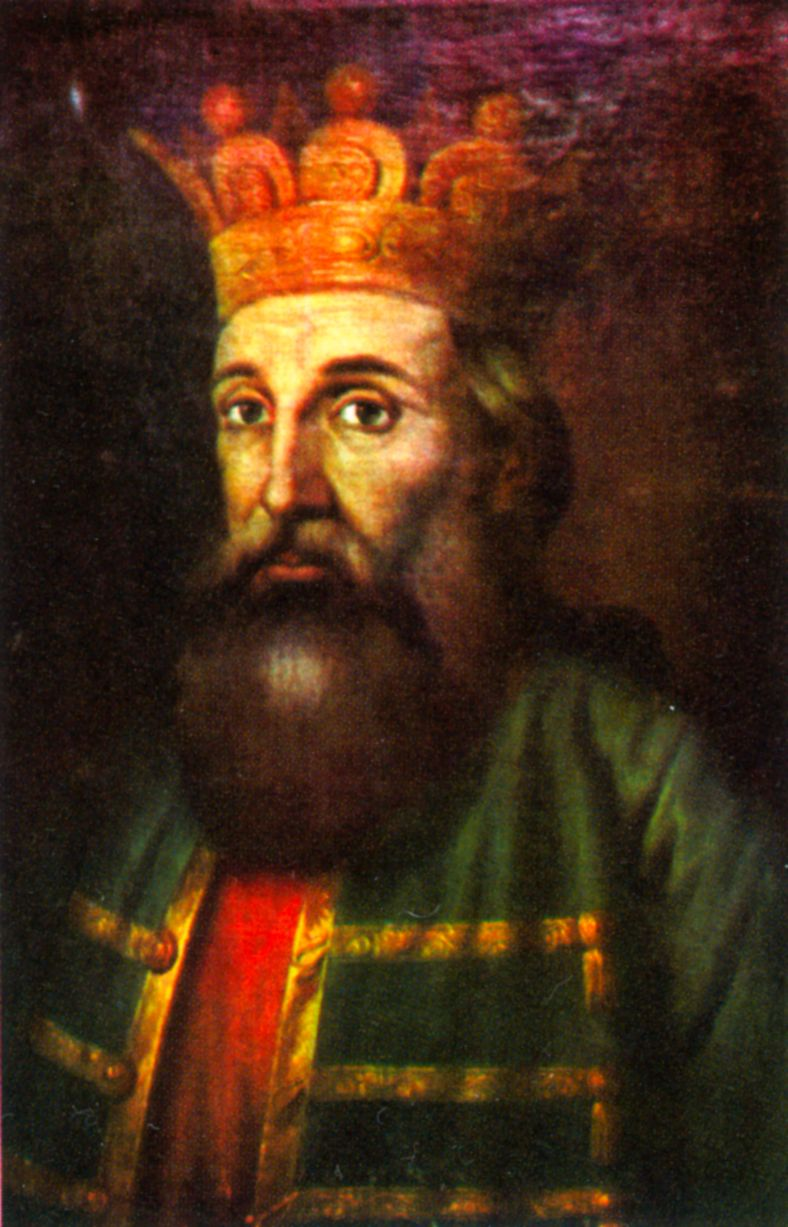
Пётр I Мушат 1375-1391 Господарь Молдовы
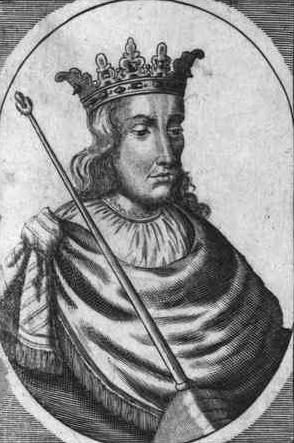
Олаф Хоконссон 1380-1387 Король Дании и Норвегии
Андреа Контарини 1368-1382 Дож Венеции
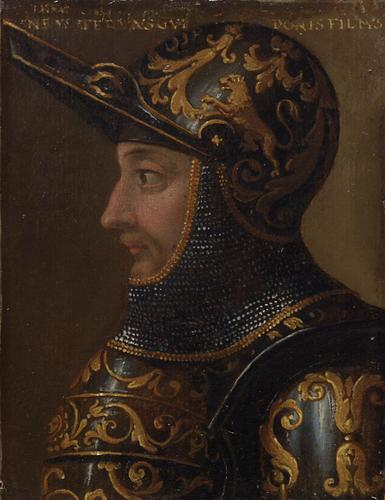
Лудовико II Гонзага 1369-1382 Народный капитан Мантуи
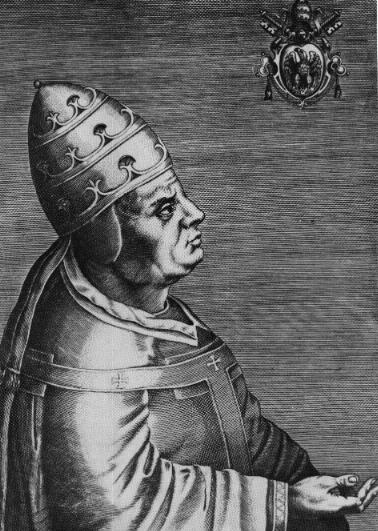
Урбан VI 1378-1389 Папа Римский
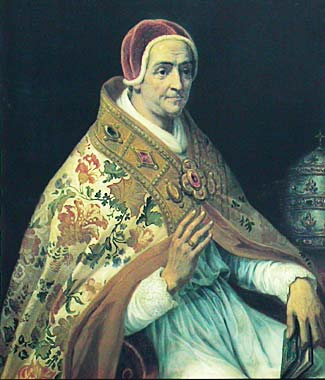
Климаент VII 1378-1394 Антипапа